# 德外里都如克哈萨克族乡
德外里都如克哈萨克族乡（維吾爾語：دەۋەلدۈرۈك قازاق يېزىسى‎）是中华人民共和国新疆维吾尔自治区哈密市伊州区下辖的一个民族乡。

## 行政区划
德外里都如克哈萨克族乡下辖以下村级行政区划单位：
二道沟村和四道沟村。